# Galblaasknop
Van de twee galblaasknoppen (diverticulum cysticum) komt er tijdens de embryonale ontwikkeling meestal maar één tot ontwikkeling, die een zak in de voordarm vormt. Deze zak ligt craniaal van de alvleesklierknop en caudaal van de leverknop  (diverticulum hepaticum). Zowel de galblaas als het galkanaal ontwikkelen zich uit het galblaasknop.
Galgangatresie, galwegatresie of biliaire atresie is een aangeboren afwijking waarbij de galwegen niet of niet goed zijn aangelegd. Het kan ook betekenen dat de grote galgang tussen de lever en de galblaas niet of niet goed is aangelegd of verstopt is. Per jaar worden in Nederland ongeveer 10 kinderen geboren met een galgangatresie.